# IPAC
IPAC (англ. Infrared Processing and Analysis Center) — науковий центр НАСА (англ. NASA), який відповідає за опрацювання та аналіз даних, а також архівування інфрачервоних астрономічних та астрофізичних місій НАСА. Центр розташований у кампусі Каліфорнійського Технологічного Інституту у місті Пасадіна (Каліфорнія).
IPAC створено 1986 року, щоб забезпечити підтримку для європейсько-американського орбітального інфрачервоного телескопа IRAS (англ. Infrared Astronomical Satellite). Місія виконала обстеження небес на 12, 25, 60 та 100 мкм упродовж 1983 року. Після закінчення місії IPAC розпочав створення IRSA (англ. Infrared Science Archive), для того, щоб уся зібрана інформація стала доступною для кожного, хто її потребує.